# Planetaire geologie

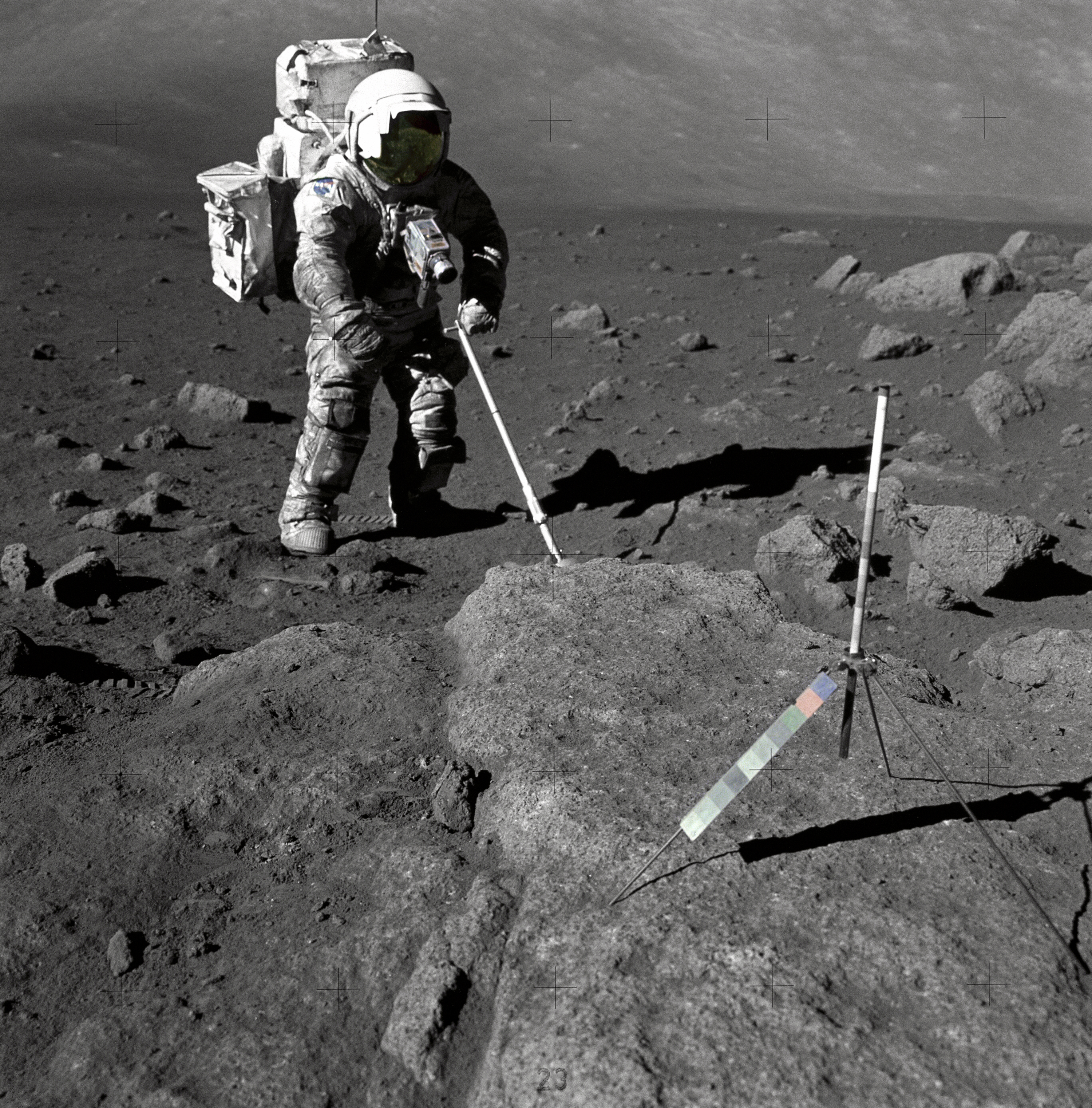
Planetair geoloog Harrison Schmitt aan het werk tijdens de Apollo 17 missie

De planetaire geologie, ook astrogeologie of exogeologie genoemd, is een subdiscipline binnen de planetologie die zich specifiek bezighoudt met de geologische eigenschappen van alle niet-stellaire hemellichamen. Dit zijn met name: planeten en hun natuurlijke manen, planetoïden, kometen en meteorieten. Astrogeologisch onderzoek gebeurt bijvoorbeeld met behulp van infrarode beelden en radar. Ander onderzoek wordt verricht met behulp van ruimtesondes, orbiters en landers. Daarnaast vertoont de astrogeologie als discipline zeer veel overlap met allerlei aardwetenschappen zoals de geologie, vulkanologie, glaciologie, hydrologie, geofysica en mineralogie.
Binnen het United States Geological Survey is het Astrogeology Research Program als aparte zijtak ontwikkeld.